# Sertão dos Inhamuns

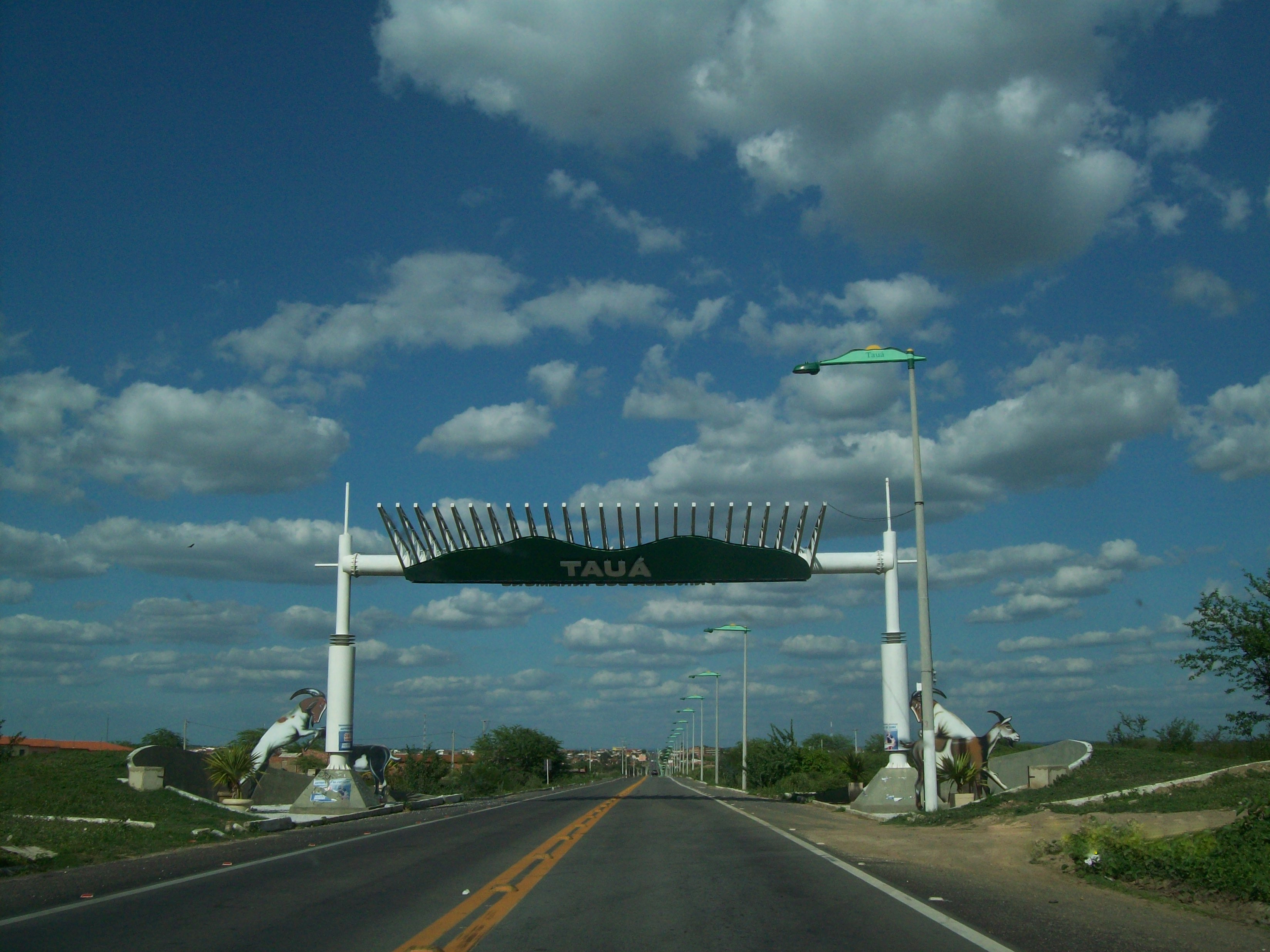
Entrada da Cidade de Tauá-CE
No Sertão dos Inhamuns

O Sertão dos Inhamuns é uma região sócioeconômica no estado brasileiro do Ceará, que compreende os municípios de Aiuaba, Arneiroz, Parambu, Quiterianópolis e Tauá. A palavra Inhamuns, do tupi inho, inham: sertão e um: alto ou "Irmão do Diabo" conforme José de Alencar. A região é marcada pela sua paisagem árida, cultura rica e povo resiliente. Com uma história que remonta séculos e uma geografia única, os Inhamuns oferecem um vislumbre da vida no semiárido nordestino e das estratégias adaptativas que seus habitantes desenvolveram ao longo do tempo.

## Características
Os Inhamuns ocupam uma área considerável no sudoeste do Ceará, abrangendo municípios como Tauá, Quixeramobim e Boa Viagem. Caracterizada por um clima semiárido, a região experimenta chuvas irregulares e temperaturas elevadas durante a maior parte do ano. Sua paisagem é dominada por caatinga, uma vegetação adaptada à escassez de água, com árvores espinhosas, cactos e arbustos.
Essa região caracteriza-se por regimes de precipitações médias anuais baixas, combinados com altas temperaturas médias anuais e grandes áreas rurais para as atividades de natureza agropastoril. Os sertões dos Inhamuns, de clima semiárido, apresentam  condições de temperaturas de certa regularidade, as médias térmicas são superiores a 26ºC.
Os totais pluviométricos variam de 400 a 600 mm anuais. A irregularidade das chuvas, porém, aliada às taxas de evaporação, justificam os déficits no balanço hídrico e configuram insuficiência de água para as lavouras. A proporção de terras semiáridas sempre foi fator determinante da vulnerabilidade econômica regional, especialmente da área do sertão.

## Cultura e Tradição
A cultura dos Inhamuns é profundamente enraizada na história e nas tradições do povo nordestino. Música, dança e artesanato desempenham um papel importante na vida cotidiana, refletindo a identidade única da região. Festas populares, como o Carnaval de Tauá e as festas juninas, são celebradas com entusiasmo, reunindo comunidades para celebrar suas raízes culturais.

## Economia e Agricultura
A economia dos Inhamuns é impulsionada principalmente pela agricultura de subsistência e criação de gado. Os agricultores enfrentam desafios significativos devido à escassez de água e à irregularidade das chuvas, mas desenvolveram técnicas de cultivo adaptadas ao clima árido, como o uso de cisternas, técnicas de irrigação e cultivo de plantas resistentes à seca, como o sisal. Além disso, devido às fortes incidências de raios solares durante a maior parte do ano, aliada à baixos níveis de pluviosidade, a região têm sido alvo de diversos investimentos na geração de energia renovável, especificamente energia solar.

### Desafios e Resiliência
Apesar dos desafios, os habitantes dos Inhamuns demonstram uma resiliência notável. Organizações locais, projetos de desenvolvimento e iniciativas governamentais têm trabalhado para fornecer acesso à água potável, promover a educação e a capacitação profissional e apoiar práticas agrícolas sustentáveis. A solidariedade e o espírito comunitário também desempenham um papel fundamental na superação das adversidades.

### Oportunidades de Futuro
À medida que enfrentam os desafios do século XXI, os Inhamuns estão explorando novas oportunidades de desenvolvimento, como o turismo sustentável, a produção de energia renovável e a diversificação econômica. Projetos que promovem a conservação ambiental, preservação da cultura local e inclusão social são essenciais para garantir um futuro próspero e sustentável para esta região única do Ceará.

## Região de Planejamento do Ceará
A Lei Complementar Estadual nº 154, de 20 de outubro de 2015, define a nova composição da região de planejamento do Sertão dos Inhamuns, sendo a regionalização fixada em 5 municípios: Aiuaba, Arneiroz, Parambu, Quiterianópolis e Tauá.
- Características geoambientais dominantes: Domínios naturais dos sertões.
- Área territorial (km²) - (2010): 10.863,39
- População - (2014): 134.115
- Densidade demográfica (hab./km²) - (2014): 12,35
- Taxa de urbanização (%) - (2010): 46,28
- PIB (R$ mil) - (2012): 636.903,08
- PIB per capita(R$) - (2012): 4.833,81
- % de domicílios com renda mensal per capita inferior a ½ salário mínimo - (2010): 67,14

## Tabela por Município
| MUNICÍPIO       | ÁREA (Km²) | POPULAÇÃO (2017) | DENSIDADE (Hab./Km²) (2017) | PIB (R$ mil) (2015) | PIB per capita (R$) (2015) |
| --------------- | ---------- | ---------------- | --------------------------- | ------------------- | -------------------------- |
| Aiuaba          | 2.434,42   | 17.194           | 7,06                        | 106.002             | 6.237                      |
| Arneiroz        | 1.066,36   | 7.777            | 7,29                        | 46.124              | 5.935                      |
| Parambu         | 2.303,54   | 31.137           | 13,52                       | 198.313             | 6.337                      |
| Quiterianópolis | 1.040,99   | 20.860           | 20,04                       | 124.291             | 6.007                      |
| Tauá            | 4.018,16   | 50.119           | 14,46                       | 497.434             | 8.621                      |